# Edith Windsor
Edith "Edie" Windsor nacida Edith Schlain (Filadelfia, 20 de junio de 1929-Nueva York, 12 de septiembre de 2017) fue una activista estadounidense de los derechos de las lesbianas, gays, bisexuales y transexuales (LGBT), y gerente de tecnología en IBM. Fue la demandante principal en el caso Estados Unidos contra Windsor de la Corte Suprema de los Estados Unidos, el cual resultó de forma exitosa en la Sección 3 del Acta de la Defensa del Matrimonio y fue considerado una victoria legal sin precedentes para el movimiento por el matrimonio entre personas del mismo sexo en los Estados Unidos.

## Vida personal
Windsor, la menor de tres, nació el 20 de junio de 1929 en Filadelfia, Pensilvania. Sus padres, James y Celia Schlain, eran inmigrantes rusos de origen judío de recursos modestos. Durante su infancia, su familia sufrió a causa de la Gran Depresión y su padre perdió tanto su tienda de dulces como su casa. Algunas veces tuvo que experimentar antisemitismo en la escuela. Durante sus años de escuela salió con chicos de su edad, pero más tarde dijo que recordaba haberse enamorado de chicas.
Recibió su título universitario en la Universidad Temple en 1950. Allí conoció a Saul Windsor. Su relación se rompió una vez durante el compromiso cuando Edith se enamoró de una compañera de clase. Sin embargo, más tarde decidió que no quería vivir su vida como lesbiana, se reconciliaron y se casaron después de la graduación. Se divorciaron menos de un año después y ella le confesó a Saul que quería estar con mujeres. Poco después de su divorcio, Windsor dejó Filadelfia y se fue a Nueva York. En 1955, decidió conseguir el graduado en matemáticas, el cual obtuvo en la Universidad de Nueva York en 1957. Se unió a IBM, donde trabajó durante dieciséis años. Durante este tiempo, pasó dos semestres estudiando matemáticas aplicadas en la Universidad de Harvard con una beca de IBM.
Windsor conoció a Thea Spyer, una psicóloga, en 1963 en Portofino, un restaurante en Greenwich Village. Cuando se conocieron por primera vez, cada una estaba en una relación con otra persona. Se vieron ocasionalmente en eventos durante los siguientes dos años, pero no fue hasta un viaje a East End, en Long Island, en la primavera de 1965 que empezaron a salir. Para ayudar a esconder su relación ante sus compañeros de trabajo, Windsor inventó una relación con un hermano falso de Spyer, Willy —quien en realidad era un muñeco de la infancia de Windsor— para justificar las llamadas de esta a la oficina. En 1967, Spyer le propuso matrimonio a Windsor, aunque aún no era legal en ninguna parte de Estados Unidos. Temiendo que un anillo de compromiso tradicional podría exponer la orientación sexual de Windsor ante sus compañeros, Spyer se lo pidió con un broche circular de diamantes.
Seis meses después de comprometerse, Windsor y Spyer se mudaron juntas a un apartamento en Greenwich Village. En 1968, se compraron una casa pequeña en Long Island, donde veranearon durante los siguientes cuarenta años.
La pareja a menudo hizo viajes por los Estados Unidos o al extranjero. Además, celebraban muchos eventos, con Spyer preparando las comidas, incluyendo un fin de semana anual del Día de los Caídos, en el que celebraban su aniversario.
En 1977, Spyer fue diagnosticada con esclerosis múltiple progresiva. La enfermedad le causó una parálisis gradual que iba aumentando. Windsor usó su retiro prematuro para convertirse en cuidadora a tiempo completo de Spyer y la pareja ajustaron su vida cotidiana para acostumbrarse.
Windsor y Spyer entraron en una sociedad en Nueva York en 1993. Registrándose el primer día disponible, les fue asignado el certificado número ochenta.
Spyer sufrió un infarto en 2002 y fue diagnosticada con estenosis aórtica. En 2007, sus médicos le dijeron que tenía menos de un año de vida. Nueva York aún no había legalizado el matrimonio homosexual, así que la pareja optó por casarse en Toronto, Canadá, el 22 de mayo de 2007, con el primer juez canadiense abiertamente gay, Harvey Brownstone, y con la asistencia de un cineasta y activista de la legalización del matrimonio homosexual con conocimiento sobre las leyes en ambos países. Un anuncio de su boda se publicó en el New York Times.
Spyer murió por complicaciones relacionadas con su problema del corazón el 5 de febrero de 2009. Después de la muerte de Spyer, Windsor fue hospitalizada con miocardiopatía de Takotsubo.
El 26 de setiembre de 2016, Windsor se casó con Judith Kasen en el ayuntamiento de Nueva York. En ese momento, Windsor tenía 87 años y Kasen, 51.

## Vida profesional
Mientras asistió a la Universidad de Nueva York, trabajó para el departamento de matemáticas de la universidad, entrando datos en su UNIVAC. También trabajó como programadora en Combustion Engineering, Inc., donde trabajó con físicos de la UNIVAC.
Después de recibir su título de máster en matemáticas en 1957, Windsor empezó a trabajar como técnica senior y directora de posiciones en IBM en 1958. Su trabajo en IBM estaba principalmente relacionado con arquitectura de sistemas y la implantación de sistemas operadores y lenguaje natural de procesadores. En mayo de 1968, obtuvo el título que designaba el nivel más alto de técnica en IBM, Programadora de Sistemas Senior. Recibió el primer ordenador IBM entregado en Nueva York. Sin embargo, la compañía rechazó su seguro por nombrar a Spyer beneficiaria.
En 1975, IBM movió el grupo de Windsor fuera del área y ella aprovechó para centrarse más en su activismo.

## Activismo
En junio de 1969, Windsor y Spyer volvieron de unas vacaciones en Italia para descubrir que los Disturbios de Stonewall habían empezado la noche anterior. En los años posteriores, la pareja participó públicamente en marchas y eventos LGBT. También prestaron su Cadillac convertible a organizaciones para los derechos LGBT.
Siguiendo su despedida de IBM en 1975, incrementó su implicación en las organizaciones LGBT. Fue voluntaria en Gay & Lesbian Advocates & Defenders, la organización East End Gay, el Centro Comunitario LGBT, en los Juegos Gays de Nueva York 1994, y ayudó a fundar Viejos Queers Actuando, un grupo de improvisación que trataba temas de justicia social. Trabajó en la junta de Services & Advocacy for GLBT Elders (SAGE) desde 1986 hasta 1988 y de nuevo entre 2005 y 2007.
Desde su implicación en Estados Unidos contra Windsor, Windsor habló públicamente a favor del matrimonio homosexual. Ayudó a la senadora Dianne Feinstein y al representante Jerrold Nadler a presentar el Acta de Respeto al Matrimonio en una rueda de prensa en Washington D. C. en 2011.

## Estados Unidos contra Windsor
Después de la muerte de Spyer el 5 de febrero de 2009, Windsor se convirtió en ejecutora y única beneficiaria del capital de Spyer, a través de un testamento revocable. Se le exigió a Windsor que pagara 363,053 dólares en concepto de tasas federales por la herencia de su mujer. Si la ley federal hubiera reconocido la legalidad de su matrimonio, Windsor habría estado cualificada para una deducción de matrimonio y no tendría que pagar tasas federales.
Windsor pidió la excepción de tasas federales para viudas. Se le denegó por la Sección 3 de la Ley de Defensa del Matrimonio (DOMA), la cual definía que el término "cónyuge" solo se aplicaba a matrimonios entre un hombre y una mujer. El Servicio de Impuestos Internos vio que la excepción no se aplicaba para matrimonios homosexuales, denegó la petición de Windsor y le obligó a pagar 363,053 dólares en tasas estatales.
El 9 de noviembre de 2010, Windsor puso una demanda al gobierno federal en el U.S. District Court for the Southern District of New York, buscando una devolución porque la DOMA discriminaba los matrimonios homosexuales, ya que "proporcionaba un tratamiento diferente a otras parejas con situaciones similares sin ninguna justificación". El 6 de junio de 2012, la juez Barbara S. Jones determinó que la Sección 3 de la DOMA era inconstitucional según la Quinta Enmienda y ordenó al gobierno federal a devolver el dinero de la tasa, incluyendo el interés. El Segundo Circuito de Cortes de Apelaciones de Estados Unidos confirmó la decisión en una decisión 2-1 el 18 de octubre de 2012.
El 27 de marzo de 2013, la Corte Suprema de Estados Unidos escuchó argumentos orales. El 26 de junio de 2013, la Corte Suprema de EE. UU. informó de la decisión 5-4 declarando la Sección 3 de la DOMA inconstitucional "como una privación de la libertad de la persona protegida por la Quinta Enmienda".

## Reconocimiento
Windsor fue honorada por la Conferencia Nacional de Ordenadores en 1987 como "pionera en sistemas operadores".
En su 70 cumpleaños, en 1999, la Fundación Edie Windsor para Viejas Lesbianas fue regalada a Windsor por Spyer y sus amigos. Está mantenida y administrada por Open Meadows Foundation y ofrece créditos para proyectos por y para ancianas lesbianas.
Un documental de 2009, Edie y Thea: Un largo compromiso, de Susan Muska y Greta Olfdottir documenta la vida y boda de Windsor y Spyer. El DVD de la película contiene una entrevista completa con el juez Harvey Brownstone.
Windsor fue Grand Marshal de la Manifestación del Orgullo LGBT de la ciudad de Nueva York.

### Premios
Windsor ha recibido numerosos premios relacionados con su trabajo en tecnología y el activismo LGBT.
| Premio                                                                        | Entregado por                                  | Fecha                  | Referencia   |
| ----------------------------------------------------------------------------- | ---------------------------------------------- | ---------------------- | ------------ |
| Joyce Warshaw Lifetime Achievement Award                                      | Services & Advocacy for GLBT Elders (SAGE)     | 25 de octubre de 2010  | [ 6 ] [ 23 ] |
| Trailblazer in Law Award                                                      | Marriage Equality New York                     | 19 de mayo de 2011     | [ 6 ] [ 23 ] |
| Roger Baldwin Medal of Liberty                                                | New York City Council                          | 11 de junio de 2011    | [ 6 ] [ 23 ] |
| New York City Council Award                                                   | New York City Council                          | 16 de junio de 2011    | [ 6 ] [ 23 ] |
| Edie Windsor & Thea Spyer Equality Awars                                      | The LOFT                                       | 2012                   | [ 23 ]       |
| Susan B. Anthony Award                                                        | National Organization for Women New York City  | 15 de febrero de 2012  | [ 23 ]       |
| Visionary Award                                                               | NewFest                                        | 2012                   | [ 23 ]       |
| Trailblazer Award                                                             | New York City LGBT Community Center            | 11 de abril de 2013    | [ 23 ]       |
| Eugene J. Keogh Award for Distinguished Public Service at New York University | New York University                            | 22 de mayo de 2013     | [ 23 ]       |
| Presidential Medal                                                            | New York University                            | 24 de mayo de 2013     | [ 23 ]       |
| Keeping Faith Award                                                           | American Constitution Society for Law & Policy | 17 de setembre de 2013 | [ 23 ]       |
| Lifetime leadership Award                                                     | National Gay & Lesbia Task Force               | 8 de octubre de 2013   | [ 23 ]       |
| Traiblazer of Democracy Award                                                 | The Eleanor Roosevelt Legacy Award             | 11 de octubre de 2013  | [ 23 ]       |
| Individual Leadership Award                                                   | PFLAG                                          | 14 de octubre de 2013  | [ 23 ]       |